# Campionati mondiali di taekwondo a squadre 2024 (giugno)
L'edizione di giugno dei Campionati mondiali di taekwondo a squadre 2024 si sono svolti dal 1º al 3 giugno al Song-Am Sports Town di Chuncheon, in Corea del Sud. È stata la 14ª edizione del torneo, organizzato dalla World Taekwondo.

## Podi
| Evento           | Oro  | Argento       | Bronzo        |
| Torneo maschile  | Iran | Corea del Sud | Marocco       |
| Torneo femminile | Iran | Marocco       | Corea del Sud |
| Torneo misto     | Cina | Iran          | Corea del Sud |

## Medagliere
| Posiz. | Nazione       | Oro | Argento | Bronzo | Totale |
| ------ | ------------- | --- | ------- | ------ | ------ |
| 1      | Iran          | 2   | 1       | 0      | 3      |
| 2      | Cina          | 1   | 0       | 0      | 1      |
| 3      | Corea del Sud | 0   | 1       | 2      | 3      |
| 4      | Marocco       | 0   | 1       | 1      | 2      |
| Totale | Totale        | 3   | 3       | 3      | 9      |